# Caudacaecilia weberi
Caudacaecilia weberi là một loài lưỡng cư thuộc họ Ichthyophiidae.
Đây là loài đặc hữu của Philippines.
Môi trường sống tự nhiên của chúng là rừng ẩm vùng đất thấp nhiệt đới hoặc cận nhiệt đới, vùng núi ẩm nhiệt đới hoặc cận nhiệt đới, sông ngòi, sông có nước theo mùa, các đồn điền, vườn nông thôn, rừng trước đây suy thoái nghiêm trọng, đất có tưới tiêu, và đất nông nghiệp có lụt theo mùa.